# Балагуров Олександр Васильович
Балагуров Олександр Васильович — наглядач госпіталю в Новопетровському укріпленні, капітан, згодом майор.
Тарас Шевченко позитивно згадав Балагурова у «Щоденнику» 29 липня 1857. Не виключена можливість, що вони познайомилися ще 1847 в Оренбурзі, коли Балагуров служив плац-ад'ютантом ордонанс-гаузу (комендантського управління).